# Лугашу-де-Жос (комуна)
Лугашу-де-Жос (рум. Lugașu de Jos) — комуна у повіті Біхор в Румунії. До складу комуни входять такі села (дані про населення за 2002 рік):
- Лугашу-де-Жос (1563 особи) — адміністративний центр комуни
- Лугашу-де-Сус (836 осіб)
- Урвінд (915 осіб)

Комуна розташована на відстані 412 км на північний захід від Бухареста, 32 км на схід від Ораді, 100 км на захід від Клуж-Напоки.

## Населення
За даними перепису населення 2002 року у комуні проживали 3314 осіб.
Національний склад населення комуни:
| Національність            | Кількість осіб | Відсоток |
| ------------------------- | -------------- | -------- |
| румуни                    | 1613           | 48,7%    |
| цигани                    | 804            | 24,3%    |
| угорці                    | 640            | 19,3%    |
| словаки                   | 251            | 7,6%     |
| німці                     | 1              | < 0,1%   |
| росіяни-липовани          | 1              | < 0,1%   |
| італійці                  | 1              | < 0,1%   |
| не вказали національність | 2              | 0,1%     |

Рідною мовою назвали:
| Мова                  | Кількість осіб | Відсоток |
| --------------------- | -------------- | -------- |
| румунська             | 1632           | 49,2%    |
| циганська             | 782            | 23,6%    |
| угорська              | 635            | 19,2%    |
| словацька             | 257            | 7,8%     |
| німецька              | 2              | 0,1%     |
| російська             | 1              | < 0,1%   |
| сербська              | 1              | < 0,1%   |
| єврейська (їдиш)      | 1              | < 0,1%   |
| італійська            | 1              | < 0,1%   |
| не вказали рідну мову | 2              | 0,1%     |

Склад населення комуни за віросповіданням:
| Релігія            | Кількість осіб | Відсоток |
| ------------------ | -------------- | -------- |
| православні        | 1784           | 53,8%    |
| реформати          | 589            | 17,8%    |
| п'ятдесятники      | 412            | 12,4%    |
| римо-католики      | 301            | 9,1%     |
| баптисти           | 201            | 6,1%     |
| не релігійні       | 11             | 0,3%     |
| греко-католики     | 8              | 0,2%     |
| унітарії           | 1              | < 0,1%   |
| не вказали релігію | 2              | 0,1%     |